# Ischyja paraplesius
Ischyja paraplesius är en fjärilsart som beskrevs av Rothschild 1920. Ischyja paraplesius ingår i släktet Ischyja och familjen nattflyn. Inga underarter finns listade i Catalogue of Life.